# Io so già che tornerai/Se vivrai con me
Io so già che tornerai/Se verrai con me è un singolo di Wilma De Angelis pubblicato nel 1966 dalla casa discografica Starlet.

## Descrizione
Col brano Io so già che tornerai la cantante partecipa al Festival di Zurigo 1966 ottenendo un discreto successo.

## Tracce
1. Io so già che tornerai (Di Gianni Sanjust, Iller Pattacini e Ricky Gianco)
2. Se vivrai con me (Di Alberto Ciacci e Gianni Meccia)